# 梅祖家祠
梅祖家祠，位于中国广东省汕头市潮阳区谷饶镇深洋村，现为潮阳区文物保护单位，类型为近现代重要史迹及代表性建筑，公布时间为2001年3月2日。
梅祖家祠的历史年代为民国。